# Gabelkofen

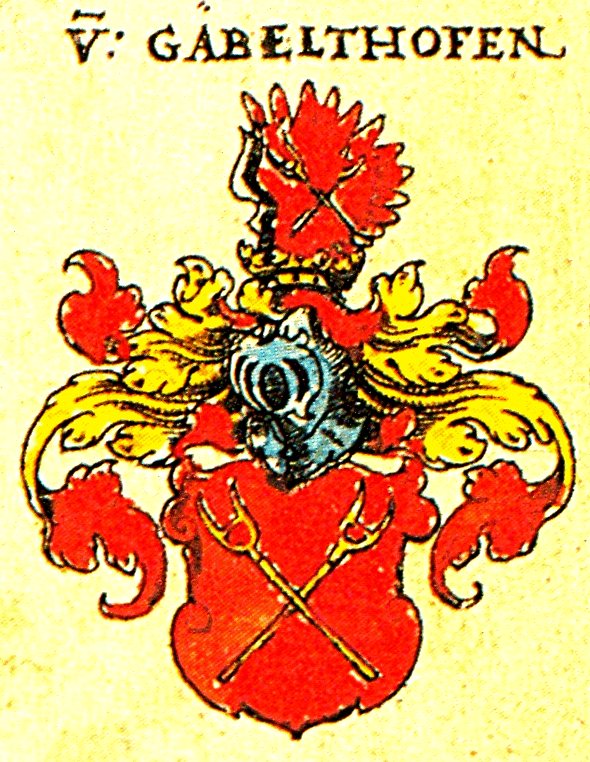
Stammwappen derer von Gabelkoven aus Siebmachers Wappenbuch 1605

Gabelkofen, auch Gabelkoven, ist der Name eines alten ursprünglich bayerischen Adelsgeschlechts. Die Familie, deren Mitglieder später auch in Niederösterreich, der Steiermark, in Kärnten und in Schwaben und Franken zu Besitz und Ansehen gelangten, gehört zum niederbayerischen Uradel.
Das seit 9. September 1652 freiherrliche Haus ist mit dem Freiherren Ludwig Karl von Gabelkofen († 26. November 1829), k. k. Kämmer und Generalfeldwachtmeister vollständig erloschen.

## Geschichte

### Herkunft
Erstmals urkundlich erwähnt wird das Geschlecht im Jahre 1343 mit Linhart Gabelkofer. Die gesicherte Stammreihe beginnt mit Berthold Gabelkofer, der 1436 verstarb. Gablkofen, das namensgebende Stammhaus der Familie, ist heute ein Ortsteil des Marktes Reisbach im niederbayerischen Landkreis Dingolfing-Landau.
Erst relativ spät nahmen Angehörige des Geschlechts das Prädikat von in ihren Namen auf. Wie viele weitere bayerische Uradelsfamilien nannten sie ihren Familiennamen zunächst adjektivistisch Gabelkofer bzw. Gabelkover.

### Ausbreitung und Linien
Nach Kneschke gehörte der bereits 1223 urkundlich erscheinende Bernhard Gabelkhofer von Freyenberg zur Familie. Er war Lehnsinhaber der Schlösser und Güter zu Gavelkhofen und Griesbach. Ebenso zur Familie zählten demnach Peter Gabelkofer, der 1230 einen Jahrestag in der Kirche zu Griesbach stiftete, und Bernhard II., der 1241 als Domherr zu Regensburg erscheint.
Während des 15. Jahrhunderts ließen sich Angehörige des Geschlechts in Österreich und der Steiermark nieder, später auch in Kärnten, Schwaben und Franken. Paul Gabelkofer († 1496) heiratete in zweiter Ehe Ursula Schott von Hollernthal (auch Schott von Holdernthal). Aus der Ehe stammen neun Kinder, von denen vier Söhne das Geschlecht in vier Linien fortsetzten. Wolfgang stiftete die Steierische Linie, aus der die späteren Freiherren und Grafen stammen. Leonhard begründete die Linie in Kärnten, die mit dem Tod von Joseph Anton Anfang des 18. Jahrhunderts erlosch. Zacharias II. war der Begründer der später ritterschaftlichen Linie in Österreich und Ruprecht begründete die Linie in Schwaben. Die schwäbische Linie starb mit Ruprechts Enkeln Wolf Ruprecht und Georg im 17. Jahrhundert aus. Aus dieser Linie kam Oswald Gabelkover (* 1539; † 1616). Er wurde herzoglich württembergischer Leibarzt und war außerdem ein bedeutender Archivar, Bibliothekar und Heraldiker. Sein Sohn Johann Jacob Gabelkover († 1635) stand ebenfalls in württembergischen Diensten und führte als Archivar und Bibliothekar in Stuttgart das Werk seines Vaters fort. Ein Christoph Gabelkover war von 1627 bis 1631 Bürgermeister von Esslingen.
Die in Franken und Thüringen ansässigen Zweige sind aus der österreichischen Linie hervorgegangen. Aus diesen Zweigen kam Johann Balthasar Gabelkover von Gabelkoven, der 1717 als herzoglich sachsen-gothascher Geheimrat und Präsident des Oberkonsistoriums lebte. Aus seiner Ehe mit einer Tochter aus dem Adelsgeschlecht von Hopffgarten stammte Hans Siegfried. Er wurde herzoglich Braunschweiger Kammerjunker. Ende des 18. und Anfang des 19. Jahrhunderts blühten nur noch die freiherrliche Linie in der Steiermark und die Linie in Österreich.
Als einer der letzten Grafen aus dieser Familie hinterließ Johann Philipp Anton von Gabelkofen aus der Ehe mit Maria Antonia Rosamunde Freiin von Sinnich nur zwei Töchter, Antonia und Carolina. Letztere verstarb 1751 als verheiratete Gräfin von und zu Auersperg. Auch der 1715 in den Grafenstand erhobene Martin Joseph Anton verstarb ohne männliche Nachkommen.

### Standeserhebungen
Die Brüder und Vettern Adam, Christoph, Johann Adam, Theodor, Oswald, Tobias, Severin und Johann Gabelkover erhielten am 15. August 1606 zu Graz eine erbländisch-österreichische Verleihung des Prädikates von Gablkoven.

Den erbländisch-österreichischen Freiherrenstand unter Auslassung des bisherigen Familiennamens als Freiherren von Gablkoven, Herr auf Syrowitz und Altenberg, erhielt am 29. März 1630 zu Wien der kaiserliche Rat Adam Gablkover. Ebenfalls in den erbländisch-österreichischen Freiherrenstand wurde Zacharias von Gablkoven, fürstlich eggenbergscher Vormundschaftsrat, am 9. September 1652 zu Prag erhoben.

Den erbländisch-österreichischen Grafenstand erhielten am 11. September 1715 zu Wien Martin Joseph Anton Freiherr von Gablkoven, Landrechtsbeisitzer in Kärnten und am 5. Oktober 1718 Johann Philipp Anton Freiherr von Gablkoven, niederösterreichischer Regierungsrat, zu Prag.

## Wappen

### Stammwappen
Das Stammwappen zeigt in Rot zwei geschränkte goldene Feuergabeln. Auf dem Helm mit rot-goldenen Decken ein mit dem Schildbild belegter offener Flug.

### Wappen von 1606
Das 1606 verliehene Wappen ist geviert und mit einem Mittelschild (das Stammwappen) belegt. 1 und 4 in Gold ein nach rechts zur Hälfte springender, schwarzer Jagdhund (Bracke) mit goldenem Halsband, 2 und 3 in Schwarz eine grüne Holunderstaude mit Wurzeln (Wappen der Schott von Hollernthal). Das Wappen hat zwei Helme, rechts der Stammhelm, links mit schwarz-goldenen Decken die schwarze Bracke wachsend zwischen einem geschlossenen goldenen Flug (Helm der Schott von Hollernthal).

### Freiherrliches Wappen
Nach Kneschke war eine Variante des freiherrlichen Wappens identisch mit dem 1606 verliehenen Wappen. Eine weitere zeigt einen gespaltenen Schild, rechts in Rot eine aufgerichtete, goldene Streugabel und links in Silber ein einwärtsgekehrter roter Löwe.

### Gräfliches Wappen
Das gräfliche Wappen, verliehen 1715, ist zweimal geteilt und zweimal gespalten, neunfelderig. 1 und 9 sowie 2 und 8 zeigen die Felder 1 und 4 bzw. 2 und 3 des gevierten freiherrlichen Wappens, 3 und 7 in Silber ein einwärtsgekehrter roter Löwe, 4 in Blau ein goldener Anker, 5 das Stammwappen und 6 in Blau zwei schräglinke silberne Balken.

## Namensträger
- Oswald Gabelkover (1539–1616), deutscher Arzt, Heraldiker und Historiker
- Sigmund Ignaz Joachim von Gabelkoven (1708–1788), kaiserlicher Generalfeldwachtmeister